# Informe psicopedagógico
En el sistema educativo español se entiende por informe psicopedagógico aquel informe que describe y condensa en un documento los resultados obtenidos por un alumno en etapa de escolarización obligatoria tras someterlo a diversas pruebas evaluatorias. La finalidad de un informe psicopedagógico puede ser determinar cuál es la mejor modalidad de escolarización. Es realizado por un orientador escolar, que normalmente suele ser un psicopedagogo. 
Un buen informe psicopedagógico incluirá:
- Datos personales.
- Motivo de la evaluación.
- Antecedentes médicos y sociofamiliares del alumno.
- Resultados de tests de inteligencia.
- Impresiones obtenidas a través de entrevistas realizadas a los padres y al alumno.
- Resultados de pruebas de lectoescritura.
- Informes sobre rendimiento escolar en las distintas áreas (lo que se viene en llamar nivel de competencia curricular del alumno), adaptaciones que tiene sobre el currículum ordinario.
- Informaciones sobre el estilos de aprendizaje del alumno, sus puntos fuertes y sus debilidades.
- Directrices curriculares y metodológicas recomendadas por el orientador.

## Legislación
- Orden Ministerial de 14 de febrero de 1996, publicada en el Boletín Oficial del Estado de 23 de febrero de 1996.

- Datos: Q5915859